# بهارا
بهارا (به لاتین: Behara) یک منطقهٔ مسکونی در ماداگاسکار است که در بخش آمبوآساری سود واقع شده‌است. بهارا ۲۷٬۲۸۵ نفر جمعیت دارد و ۴۹ متر بالاتر از سطح دریا واقع شده‌است.